# Symplectoscyphus curvatus
Symplectoscyphus curvatus is een hydroïdpoliep uit de familie Sertulariidae. De poliep komt uit het geslacht Symplectoscyphus. Symplectoscyphus curvatus werd in 1917 voor het eerst wetenschappelijk beschreven door Jäderholm. 